# Polydor Italia
La Polydor Italia è stata una casa discografica italiana, di proprietà della Polydor Records tedesca.

## Storia
Le vicende della Polydor in Italia seguirono, per almeno tre decenni, una storia sostanzialmente diversa da quelle della casa madre, come avveniva spesso in questi casi di multinazionali presenti sul mercato discografico italiano con branche locali dotate di una certa autonomia produttiva.
Nel periodo tra le due guerre mondiali i dischi Polydor erano distribuiti in Italia dalla Fonit. Nel dopoguerra, fino al 1963, la Polydor fu distribuita dalla Siemens: ma all'inizio di quell'anno l'azienda decise di avere una presenza autonoma nella penisola, costituendo la Polydor Italia, e decise quindi di coordinare le attività con un'altra casa discografica che nello stesso periodo aveva programmato di entrare nel mercato italiano, l'olandese Philips.
Quest'ultima casa discografica fino al 1957 era stata distribuita in Italia dalla Melchioni; da quell'anno fino al 1963 invece la distribuzione fu rilevata dalla Melodicon (casa discografica fondata da Manlio Baron) ma, come la Polydor, anche la Philips all'inizio del 1963 decise di creare degli uffici in Italia. Le due aziende, quindi, creando il marchio Phonogram, aprirono degli uffici in via Benadir 14 a Milano, e nominarono Alain Trossat direttore artistico di entrambe le case discografiche che, seppure legate per quel che riguarda la distribuzione, mantennero l'autonomia riguardo al catalogo. Inoltre la Phonogram assunse la distribuzione per l'Italia di alcune case discografiche estere, come la Deutsche Grammophon e la RSO di proprietà di Robert Stigwood.
Per la Polydor, la prima operazione conclusa da Trossat fu quella di mettere subito sotto contratto una giovane cantante emiliana che incideva per la Karim, Orietta Berti, che riscosse subito molto successo.
Tra gli altri artisti più rappresentativi della Polydor: Angelo Branduardi, Il Balletto di Bronzo, Umberto Balsamo e Zucchero.

## Dischi
La datazione qui riportata si basa sull'etichetta del disco o sulla copertina; qualora nessuno di questi elementi abbia una datazione, è basata sulla numerazione del catalogo; talora è, infine, basata sul codice della matrice di stampa. Se esistenti, sono riportati, oltre all'anno, il mese e il giorno (quest'ultimo dato si trova, a volte, stampato sul vinile).
Nel corso degli anni la numerazione del catalogo ha subito cambiamenti, mantenendo comunque all'interno di ogni standard la progressione numerica cronologica.

### 78 giri - Serie ES 50
| Numero di catalogo | Data           | Interprete       | Titoli                           |
| ------------------ | -------------- | ---------------- | -------------------------------- |
| ES 50003           | 11 luglio 1953 | Helmut Zacharias | Moulin Rouge/Ein walzer für zwei |

### 78 giri - Serie H 49
| Numero di catalogo | Data | Interprete                                             | Titoli                                                  |
| ------------------ | ---- | ------------------------------------------------------ | ------------------------------------------------------- |
| H 49 732           | 1955 | Fiorella Bini                                          | Un cuore/L'ombra                                        |
| H 49 739           | 1955 | Adriano Valle (sul lato A)/Fiorella Bini (sul lato B)  | Nicolò Nicolò Nicolino/Il nostro amore (Vagabundenlied) |
| H 49 747           | 1957 | Fiorella Bini                                          | Questo è amore/Per una volta ancora                     |
| H 49 754           | 1957 | Fiorella Bini                                          | Lo studente di Parigi/Ricordo la strada                 |
| H 49 757           | 1957 | Paolo Sardisco                                         | Non c'è sabato senza sole/Il Vesuvio a Parigi           |
| H 49 773           | 1957 | Paolo Sardisco (sul lato A)/Fiorella Bini (sul lato B) | Se fossero sulla luna/Concerto d'Autunno                |

### 78 giri - Serie H 64
| Numero di catalogo | Data            | Interprete                                                                                  | Titoli                                       |
| ------------------ | --------------- | ------------------------------------------------------------------------------------------- | -------------------------------------------- |
| H 64520            | 1957            | Fiorella Bini                                                                               | Per una volta ancora/Il mio ritorno          |
| H 64523            | 1º gennaio 1957 | Gianni Traversi e Quartetto vocale (sul lato A)/Gianni Traversi e Dino Comolli (sul lato B) | Il pericolo n. 1/Venezia mia                 |
| H 64531            | 1957            | Piero Umiliani                                                                              | Me And You And The Moon/Sarà sempre domenica |
| H 64532            | 1957            | Piero Umiliani                                                                              | 'o ciuciariello/Serenatella sciuè sciuè      |

### 33 giri
| Numero di catalogo                                | Data             | Interprete                                                       | Titoli                                                                                               |
| ------------------------------------------------- | ---------------- | ---------------------------------------------------------------- | --- |
| LPHM 45 514                                       | 1956             | Pippo Barzizza con Fiorella Bini, Paolo Sardisco e Adriano Valle | Canzoni di Sanremo                                                                                   |
| LPHM 45 524                                       | 1957             | Pippo Barzizza con Fiorella Bini, Paolo Sardisco e Adriano Valle | Ritmo, amore e nostalgia                                                                             |
| LPHM 46997                                        | 1965             | Orietta Berti                                                    | Orietta Berti canta Suor Sorriso                                                                     |
| LPHM 84523                                        | 1966             | Orietta Berti                                                    | Quando la prima stella                                                                               |
| SLPHM\D 184087                                    | 1967             | Orietta Berti                                                    | Orietta Berti                                                                                        |
| SLPHM\D 184181                                    | 1968             | Orietta Berti                                                    | Dolcemente                                                                                           |
| 2449 007                                          | 1968             | I piccoli cantori di Erba                                        | È Natale                                                                                             |
| 2449 001                                          | 1970             | Orietta Berti                                                    | Tipitipiti                                                                                           |
| 2449 002                                          | 1971             | Smiffy                                                           | Now In The World                                                                                     |
| 2448 001                                          | 1971             | Orietta Berti                                                    | Orietta                                                                                              |
| 2459 392                                          | ‘’1971’’         | Jimi Hendrix                                                     | Hendrix In The West                                                                                  |
| 2448 002 L                                        | 1971             | African People                                                   | Stop Pushing                                                                                         |
| 2448 003                                          | 1972             | Il Balletto di Bronzo                                            | Ys                                                                                                   |
| 2448 004                                          | 1972             | Gipo Farassino                                                   | Ij bogianen                                                                                          |
| 2448 005 L                                        | 1972             | I Nuovi Angeli                                                   | I Nuovi Angeli                                                                                       |
| 2448 006                                          | 1972             | Shel Shapiro                                                     | Affittasi                                                                                            |
| 2448 007                                          | 1972             | Orietta Berti                                                    | Più italiane di me                                                                                   |
| 2448 008                                          | 1972             | Gipo Farassino                                                   | Uomini, bestie e ragionieri                                                                          |
| 2448 009                                          | 1972             | Billy Gray                                                       | Feeling Gray                                                                                         |
| 2448 010                                          | 1972             | Mauro Pelosi                                                     | La stagione per morire                                                                               |
| 2448 011                                          | 1972             | Latte e Miele                                                    | Passio secundum Mattheum                                                                             |
| 2448 012                                          | 1973             | Franco Falsini                                                   | Cold Nose                                                                                            |
| 2448 013                                          | 1973             | Orietta Berti                                                    | Cantatele con me                                                                                     |
| 2448 014                                          | 1973             | Maurizio Arcieri                                                 | Trasparenze                                                                                          |
| 2448 015                                          | 1973             | Latte e Miele                                                    | Papillon                                                                                             |
| 2448 017                                          | 1973             | Mauro Pelosi                                                     | Al mercato degli uomini piccoli                                                                      |
| 2448 018                                          | 1973             | Lara Saint Paul                                                  | Lara Saint Paul                                                                                      |
| 2448 020                                          | 1973             | Tritons                                                          | Satisfaction                                                                                         |
| 2448 021                                          | 1973             | I Nuovi Angeli                                                   | Anna da dimenticare                                                                                  |
| 2448 022                                          | 1974             | Ibis                                                             | Sun supreme                                                                                          |
| 2448 023                                          | 1974             | Sensations' Fix                                                  | Fragments of Light                                                                                   |
| 2448 024                                          | 1974             | Mersia                                                           | Mersia                                                                                               |
| 2448 025                                          | 28 marzo 1974    | Umberto Balsamo                                                  | Passato presente e futuro                                                                            |
| 2448 030                                          | 1974             | Renato Pareti                                                    | Stagione di passaggio                                                                                |
| 2448 031                                          | 1974             | Il Guardiano del Faro                                            | Concerto d'amore                                                                                     |
| 2448 032                                          | 1974             | Orietta Berti                                                    | Così come le canto                                                                                   |
| 2448 033                                          | 1974             | I Nuovi Angeli                                                   | Stasera clowns                                                                                       |
| 2448 034                                          | 1974             | Sensations' Fix                                                  | Portable Of Madness                                                                                  |
| 2448 035 A                                        | 1974             | Uri Geller                                                       | Uri Geller                                                                                           |
| 2448 036                                          | 1975             | Ibis                                                             | Ibis                                                                                                 |
| 2448 037 A                                        | 1975             | Lara Saint Paul                                                  | Frammenti                                                                                            |
| 2448 039                                          | 1975             | Umberto Balsamo                                                  | Natalì                                                                                               |
| 2448 040 A                                        | 1975             | Renato Pareti                                                    | Chi sarà                                                                                             |
| 2448 041                                          | 1975             | Pueblo                                                           | Pueblo                                                                                               |
| 2448 042 A                                        | 1975             | Maurizio                                                         | Maurizio                                                                                             |
| 2448 043                                          | 1975             | Z.O.U.                                                           | Z.O.U.                                                                                               |
| 2448 046                                          | 1975             | Orietta Berti                                                    | Eppure...ti amo                                                                                      |
| 2448 047                                          | 1975             | Giovanni Poggiali                                                | La sciarpa di lana                                                                                   |
| 2448 048                                          | 1976             | Sensations' Fix                                                  | Finest Finger                                                                                        |
| 2448 050                                          | 1976             | Orietta Berti                                                    | Zingari...                                                                                           |
| 2448 051                                          | 1976             | Angelo Branduardi                                                | Alla fiera dell'est                                                                                  |
| 2448 052                                          | 1977             | Mersia                                                           | Forse                                                                                                |
| 2448 053 A                                        | 1977             | Walter Foini                                                     | Compro tutto                                                                                         |
| 2448 054                                          | 15 maggio 1977   | Umberto Balsamo                                                  | Malgrado tutto...l'angelo azzurro                                                                    |
| 2448 055                                          | 1977             | Locanda delle fate                                               | Forse le lucciole non si amano più                                                                   |
| 2448 056                                          | 1977             | Mauro Pelosi                                                     | Mauro Pelosi                                                                                         |
| 2448 058 A                                        | 1977             | Amanda Lear                                                      | I'm a Photograph                                                                                     |
| 2448 060                                          | 1977             | Chrisma                                                          | Chinese restaurant                                                                                   |
| 2448 061                                          | 1977             | Sumeria                                                          | Golden Tears                                                                                         |
| 2448 062                                          | 1977             | Angelo Branduardi                                                | La pulce d'acqua                                                                                     |
| 2448 063                                          | 1977             | San Carmelo Orchestra                                            | L'angelo azzurro                                                                                     |
| 2448 064                                          | 1977             | Sensations' Fix                                                  | Boxes Paradise                                                                                       |
| 2448 065-66                                       | 1977             |                                                                  | Der Führer - Rock Opera                                                                              |
| 2448 067                                          | 1978             | Mario Panseri                                                    | Sulla spiaggia d'inverno                                                                             |
| 2448 068                                          | 1978             | Umberto Balsamo                                                  | Crepuscolo d'amore                                                                                   |
| 2448 069                                          | 1978             | Edoardo De Angelis                                               | Piccola storia di libertà                                                                            |
| 2448 071                                          | 19 ottobre 1978  | Angelo Branduardi                                                | Highdown fair (versione in inglese di Alla fiera dell'est)                                           |
| 2448 072                                          | 1978             | Mimmo Mollica                                                    | Vinni cu vinni                                                                                       |
| 2448 073                                          | 1978             | Artisti Vari                                                     | Sotto il segno del sole                                                                              |
| 2448 074                                          | 1978             | Sensations' Fix                                                  | Flying Tapes                                                                                         |
| 2448 075                                          | 1978             | Maurizio Fabrizio                                                | Movimenti del cielo                                                                                  |
| 2448 076                                          | 1978             | Pado & Co                                                        | Pado & Co                                                                                            |
| 2448 077                                          | 1978             | Walter Foini                                                     | Una donna, una storia                                                                                |
| 2448 078                                          | 1978             | Maria Carta                                                      | Umbras                                                                                               |
| 2448 079                                          | 1978             | The Rancid X                                                     | Voices                                                                                               |
| 2448 081                                          | 1978             | Artisti Vari                                                     | Fonzie Favourites                                                                                    |
| 2448 082                                          | 1979             | Ermanno De Biagi                                                 | L'albero della pazzia                                                                                |
| 2448 083                                          | 1979             | Enrico Nascimbeni                                                | Maracaibo                                                                                            |
| 2448 084                                          | 1979             | I Panda                                                          | Teneramente, cuore di... Panda                                                                       |
| 2448 085                                          | 1979             | Gianni Bonfiglio                                                 | Luci spente a Testaccio                                                                              |
| 2448 086                                          | 1979             | Chrisma                                                          | Hibernation                                                                                          |
| 2448 087                                          | 1979             | Edoardo De Angelis                                               | Edoardo De Angelis                                                                                   |
| 2448 088                                          | 1979             | Giants                                                           | Giants                                                                                               |
| 2448 089                                          | 1979             | Nada                                                             | Nada                                                                                                 |
| 2448 090                                          | 1979             | Enzo Malepasso                                                   | Agrodolce                                                                                            |
| 2448 091                                          | 1979             | Maurizio Fabrizio                                                | Primo                                                                                                |
| 2448 092                                          | 1979             | Mauro Pelosi                                                     | Il signore dei gatti                                                                                 |
| 2448 093                                          | 1979             | Umberto Balsamo                                                  | Balla                                                                                                |
| 2448 094                                          | 1979             | Angelo Branduardi                                                | Cogli la prima mela                                                                                  |
| 2448 095                                          | 1979             | Antonio Infantino                                                | La tarantola va in Brasile                                                                           |
| 2448 096                                          | 1979             | Walter Foini                                                     | Faccia di luna                                                                                       |
| 2448 097                                          | 1979             | Dario Baldan Bembo                                               | Dario Baldan Bembo                                                                                   |
| 2448 098                                          | 1979             | Andy Surdi                                                       | Andy Surdi                                                                                           |
| 2448 099                                          | 1979             | Orietta Berti                                                    | Pastelli                                                                                             |
| 2448 100                                          | 11 dicembre 1979 | Angelo Branduardi                                                | Fables and fantasies (versione in inglese di La pulce d'acqua)                                       |
| 2448 101                                          | 1979             | V.I.S.A.                                                         | San Francisco                                                                                        |
| 2448 103                                          | 1980             | Angelo Branduardi                                                | Angelo Branduardi (ristampa dal catalogo RCA Italiana)                                               |
| 2448 104                                          | 1980             | Angelo Branduardi                                                | Angelo Branduardi (stampa italiana dell'ediz. inglese dell'album del '74 pubblicato da RCA Italiana) |
| 2448 105                                          | 1980             | Omelet                                                           | Omelet                                                                                               |
| 2448 106                                          | 1980             | Maria Carta                                                      | Hai diri diri diri diri dinni                                                                        |
| 2448 107                                          | 1980             | Umberto Balsamo                                                  | Pianeti                                                                                              |
| 2448 108                                          | 1980             | Enzo Malepasso                                                   | Ti voglio bene                                                                                       |
| 2448 109                                          | 1980             | Peggy Scott                                                      | Great Scott                                                                                          |
| 2448 110                                          | 1980             | Krisma                                                           | Cathode mama                                                                                         |
| 2448 111                                          | 1980             | Artisti Vari                                                     | Donna donna donna                                                                                    |
| 2675 200 (numerazione dei dischi: 2448 112-13-14) | 1980             | Angelo Branduardi                                                | Concerto                                                                                             |
| 2448 115                                          | 1980             | Angelo Branduardi                                                | Gulliver, la luna e altri disegni                                                                    |
| 2448 117                                          | 1980             | Richie Havens                                                    | Dom Perignon                                                                                         |
| 2448 118                                          | 1982             | Delia Gualtiero                                                  | Delia Gualtiero                                                                                      |
| 2448 119                                          | 1980             | Enrico Nascimbeni                                                | Verso il mare                                                                                        |
| 2448 120                                          | 1981             | Giants                                                           | Giants II                                                                                            |
| 2448 122-23                                       | 1981             | Artisti Vari                                                     | Tutto Sanremo '81                                                                                    |
| 2448 124                                          | 1981             | Angelo Branduardi                                                | Branduardi '81                                                                                       |
| 2448 125                                          | 1981             | Joe Dolce                                                        | Shaddap You Face                                                                                     |
| 2448 126                                          | 1981             | Jo Squillo Eletrix                                               | Girl senza paura                                                                                     |
| 2448 127                                          | 1981             | Claudio Damiani                                                  | Claudio Damiani                                                                                      |
| 2448 128                                          | 1981             | Artisti Vari                                                     | Venezia '81: 7. Mostra Internazionale di Musica Leggera                                              |
| 2448 129                                          | 1981             | Luigi Proietti, Loretta Goggi                                    | Stanno suonando la nostra canzone                                                                    |
| 2448 130                                          | 1982             | Marco Luberti                                                    | Canzoni ed appunti                                                                                   |
| 2448 131                                          | 1982             | Zack Ferguson                                                    | Acrobat                                                                                              |
| 2448 132                                          | 1982             | Kaos                                                             | Shake                                                                                                |
| 2448 133                                          | 1982             | Stelvio Cipriani                                                 | Piranha Paura - Colonna sonora originale del film                                                    |
| 2448 135                                          | 1982             | Eloise Whitaker                                                  | Eloise Whitaker                                                                                      |
| 2448 136                                          | 1982             | Mini Stars                                                       | Più su                                                                                               |
| 2448 137                                          | 1982             | Nada                                                             | Ti stringerò                                                                                         |
| 2448 139                                          | 1983             | James Senese                                                     | James Senese                                                                                         |
| 811 797-1                                         | 1983             | Angelo Branduardi                                                | State buoni se potete                                                                                |
| 815 668-1                                         | 1983             | Delia Gualtiero                                                  | Ombre cinesi                                                                                         |
| 821 519-1                                         | 1984             | Mino Di Martino                                                  | Alla periferia dell'impero                                                                           |
| 825 218-1                                         | 1984             | Angelo Branduardi                                                | Canzoni d'amore                                                                                      |
| 825 768-1                                         | 1985             | Stefano Rosso                                                    | Stefano Rosso                                                                                        |
| 831 296-1                                         | 1986             | Angelo Branduardi                                                | Momo                                                                                                 |
| 833 077-1                                         | 1987             | Zucchero Fornaciari                                              | Blue's                                                                                               |
| 835 359-1                                         | 1988             | Angelo Branduardi                                                | Secondo Ponzio Pilato                                                                                |
| 835 751-1                                         | 1988             | Peppino Di Capri                                                 | Collection: Champagne                                                                                |
| 837 386-1                                         | 1988             | Angelo Branduardi                                                | Pane e rose                                                                                          |
| 839 347-1                                         | 1989             | Giampiero Artegiani                                              | Dopo il ponte                                                                                        |
| 839 539-1                                         | 1989             | Zucchero Fornaciari                                              | Oro, incenso e birra                                                                                 |
| 843 119-1                                         | 1989             | Zucchero Fornaciari                                              | D'oro, incenso e birra                                                                               |
| 847 097-1                                         | 1990             | Angelo Branduardi                                                | Il ladro                                                                                             |

### 45 giri

#### Catalogazione NH 66 (fino al 1962)
| Numero di catalogo | Data            | Interprete       | Titoli                                               |
| ------------------ | --------------- | ---------------- | ---------------------------------------------------- |
| NH 66 529          | 23 gennaio 1959 | Caterina Valente | Tipitipitipso/Amedeo                                 |
| NH 66 558          | 1961            | Gemelle Kessler  | Pollo e champagne/Concertino                         |
| NH 66 570          | 1961            | Kessler Sisters  | Da-da-un-pa/Monoton Blues                            |
| NH 66 574          | 1961            | Marcel Amont     | Wheels (Dans le coeur de ma blonde)/Piccola sinfonia |
| NH 66 575          | 1962            | Gemelle Kessler  | Champagne twist/Leopardo blues                       |
| NH 66 579          | 1962            | Marcel Amont     | Quando, quando, quando/Gondolì, Gondolà              |
| NH 66 582          | 1962            | Roberto Delgado  | Percolator/Jambalaya                                 |
| NH 66 583          | 1962            | Daniela          | Cuando caliente el sol/Come                          |
| NH 66 586          | 1962            | Quartetto Cetra  | Tin Kon Kin/Eva                                      |
| NH 66 588          | 1962            | Quartetto Cetra  | Madison Dance/Ciabattino twist                       |
| NH 66 591          | 1962            | Quartetto Cetra  | Nella vecchia fattoria/Musetto                       |

#### Catalogazione NH 54 (1963-1967)
| Numero di catalogo | Data          | Interprete                     | Titoli                                                               |
| ------------------ | ------------- | ------------------------------ | -------------------------------------------------------------------- |
| NH 54 701          | 1963          | Quartetto Cetra                | Pluto/I piccolissimi sette                                           |
| NH 54 702          | 1963          | Quartetto Cetra                | Vavà Didì Pelè/Hey teenager!                                         |
| NH 54 707          | 1963          | Quartetto Cetra                | Ehi!Stop!/Le stelle dell'orsa maggiore                               |
| NH 54 709          | 1963          | Britta Martel                  | Lolito/Volare da te                                                  |
| NH 54 710          | 1963          | Daniela                        | Quattro chitarre/I tre diari                                         |
| NH 54 711          | 1963          | Toots Thielemans               | Uno per tutte/Non costa niente                                       |
| NH 54 712          | 1963          | Les Compagnons de la Chanson   | I commedianti/Le coeur en bandoulière                                |
| NH 54 713          | 1963          | Gino Corcelli                  | Klingelingeling/Perché                                               |
| NH 54 714          | 1963          | Quartetto Cetra                | No, monsieur/Sette piccole streghe                                   |
| NH 54 715          | 1963          | Quartetto Cetra                | Du du du - da da/Però mi vuole bene                                  |
| NH 54 718          | 1963          | Laura Villa                    | Un poncho e un sombrero/Soltanto samba                               |
| NH 54 719          | 1963          | Laura Villa                    | Che ti succede corazon/I treni                                       |
| NH 54 721          | 1963          | Simona Sivori                  | Se tu mi mandi al mare/La scuola è finita                            |
| NH 54 722          | 1963          | Dario Tedeschi                 | Tra gentiluomini/Nel mio mondo                                       |
| NH 54 723          | 1963          | Gino Corcelli                  | Angelina sì, sì, sì/Completamente matta                              |
| NH 54 760          | 1963          | Renzo Batacchi                 | Brutta faccia/18 asparagi                                            |
| NH 54 761          | 1963          | Carla Boni                     | Cancion de amor/L'intelligente                                       |
| NH 54 762          | 1963          | Britta Martel                  | Slowly/Te e un the                                                   |
| NH 54 763          | 1963          | Orietta Berti                  | Serenata suburbana/I nostri momenti                                  |
| NH 54 764          | 1963          | Carla Boni                     | La giostra/Un'altra estate                                           |
| NH 54 766          | 1963          | Gino                           | Il primo bacio/Un altro                                              |
| NH 54 770          | Febbraio 1964 | Claudio Rik e Roger            | Minni Brown/Bimbo twist                                              |
| NH 54 772          | 1963          | Gino Bramieri                  | Movimento Movil/Ninna nanna Movil baby                               |
| NH 54 773          | 1964          | Ernie Englund                  | Il piccolo tamburino/Misirlou                                        |
| NH 54 775          | 1964          | Quartetto Cetra                | Vieni vicino...dammi la mano/Sole, pizza e amore                     |
| NH 54 776          | 1964          | Laura Villa                    | Sole sole/Io e te soli                                               |
| NH 54 779          | 1964          | Orietta Berti                  | Dominique/Io vorrei                                                  |
| NH 54 780          | 1964          | The Beatles with Tony Sheridan | My Bonnie/Ya Ya                                                      |
| NH 54 781          | Giugno 1964   | Jo Fedeli                      | Sei come una lucertola/T'ho conosciuta l'anno scorso                 |
| NH 54 782          | Giugno 1964   | Carla Boni                     | Piccola spiaggia/L'ultimo giorno                                     |
| NH 54 783          | Giugno 1964   | Franco Zauli                   | Mirso twist/Lady hully gully                                         |
| NH 54 786          | 1964          | Britta Martell                 | M'hai donato un foulard/Amore danke schon                            |
| NH 54 787          | 1964          | Orietta Berti                  | Tutto è finito fra noi/Vai Bobby, vai                                |
| NH 54 788          | 1964          | Gino Trioli                    | Perché piangi/Ridete                                                 |
| NH 54 801          | 1964          | Gemelle Kessler                | Ciao a tutti/E la storia continuò                                    |
| NH 54 802          | 1964          | Piero Cotto                    | Ho scolpito il tuo nome (su uno scoglio)/Ogni domenica               |
| NH 54 804          | 1964          | Laura Villa                    | I giovani/Sui gradini di una scala                                   |
| NH 54 805          | 1964          | Quartetto Cetra                | La ballata del critico TV/Una canzone per noi due                    |
| NH 54 809          | 1964          | Claudio Rik e Roger            | Negrito/L'idea fissa                                                 |
| NH 54 810          | 1964          | Orietta Berti                  | Perdendoti/Scorderai                                                 |
| NH 54 812          | 1964          | Jo Fedeli                      | Ma che ne sanno/Non ti telefono più                                  |
| NH 54 813          | 1964          | Jo Fedeli                      | Un souvenir/Gioco d'azzardo                                          |
| NH 54 814          | 1964          | Quartetto Cetra                | Il cammello e il dromedario/Soffia sulle candeline (tanti auguri...) |
| NH 54 817          | Dicembre 1964 | Armando Savini                 | Non dite a mia madre/Do Wah Diddy Diddy                              |
| NH 54 819          | 1964          | Gemelle Kessler                | Si vede/Il pesciolino d'oro                                          |
| NH 54 820          | 1965          | Mara Martin                    | Page d'écriture/Te la farò pagare                                    |
| NH 54 821          | 1965          | Orietta Berti                  | Tu sei quello/Se per caso                                            |
| NH 54 826          | 1965          | Orietta Berti                  | Voglio dirti grazie/Le ragazze semplici                              |
| NH 54 827          | 1966          | Orietta Berti                  | Io ti darò di più/La prima lettera d'amore                           |
| NH 54 828          | 1966          | Orietta Berti                  | Alleluia/Ogni strada                                                 |
| NH 54 830          | 1966          | Orietta Berti                  | Mi vestirò di blu/La mia musa                                        |
| NH 54 831          | 1966          | Orietta Berti                  | Quando la prima stella/Ritorna con il sole                           |
| NH 54 834          | 1966          | Roy Black                      | Grazie mille/Finalmente qui                                          |
| NH 54 835          | 1966          | Orietta Berti                  | Dove, non so/Una bambola inutile                                     |
| NH 54 837          | 1966          | Jo Fedeli                      | Qui mai più/Tanti anni fa                                            |
| NH 54 839          | 1967          | Orietta Berti                  | Io, tu e le rose/Quando nella notte                                  |

#### Catalogazione NH 59 (1967-1969)
| Numero di catalogo | Data            | Interprete             | Titoli                                                    |
| ------------------ | --------------- | ---------------------- | --------------------------------------------------------- |
| NH 59 801          | 1967            | The Maze               | Aria del sud/Non fatemi odiare                            |
| NH 59 802          | 1967            | Orietta Berti          | Solo tu/Ritornerà da me                                   |
| NH 59 803          | 1967            | Igor Mann & i Gormanni | Il vagabondo/E se noi                                     |
| NH 59 804          | 1967            | Paulo Zavattero        | Tante notti bianche/Non ritornerò                         |
| NH 59 805          | 1967            | Orietta Berti          | Io potrei/Per questo voglio te                            |
| NH 59 806          | 1967            | Igor Mann & i Gormanni | Giulia/Dove sei stata                                     |
| NH 59 809          | 1968            | Orietta Berti          | Tu che non sorridi mai/Per tutto il bene che mi vuoi      |
| NH 59 811          | 1968            | Orietta Berti          | Non illuderti mai/Amore per la vita                       |
| NH 59 812          | 1968            | Igor Mann & i Gormanni | Paradiso perduto/Senza catene                             |
| NH 59 813          | 1968            | Francesco Banti        | Piedi di piombo/Dieci giorni di vacanza                   |
| NH 59 814          | 1968            | Igor Mann              | Ma va là/Lettera per te                                   |
| NH 59 815          | 1968            | Rags                   | Sei la mia donna/Tu non devi più                          |
| NH 59 816          | 1968            | Orietta Berti          | Se m'innamoro di un ragazzo come te/Dove, quando          |
| NH 59 817          | 2 dicembre 1968 | Gianna Mescoli         | Chi ha comprato i miei sogni/La macchina del piacere      |
| NH 59 818          | 1969            | Orietta Berti          | Quando l'amore diventa poesia/Agli occhi miei non crederò |
| NH 59 819          | 1969            | Orietta Berti          | L'altalena/Lui, lui, lui                                  |
| NH 59 821          | 1969            | La Metamorfosi         | Ed ho idea/Scusa, eh!                                     |
| NH 59 822          | 1969            | Igor Mann              | Boom, bang bang/Jotta here                                |
| NH 59 823          | 1969            | Le Anime               | Una donna bambina/Non mi sembra vero                      |
| NH 59 824          | 1969            | Georges Moustaki       | Lo straniero/Giuseppe                                     |
| NH 59 825          | 1969            | Tano                   | Ho soltanto te.../E poi verrà l'inverno                   |
| NH 59 826          | 1969            | Orietta Berti          | Un fiore dalla luna/Che t'importa se sei stonato          |
| NH 59 828          | 1969            | Irene Papas            | Per te/Il mio aprile                                      |
| NH 59 830          | 1969            | Orietta Berti          | Una bambola blu/Se ne va                                  |

#### Catalogazione 2060 (1970-1983)
| Numero di catalogo | Data             | Interprete                                      | Titoli                                                                                         |
| ------------------ | ---------------- | ----------------------------------------------- | ---------------------------------------------------------------------------------------------- |
| 2060 002           | 1970             | Fantom's                                        | Katya/Felicità vuol dire                                                                       |
| 2060 003           | 1970             | Orietta Berti                                   | Tipitipitì/Osvaldo tango                                                                       |
| 2060 004 L         | 1970             | Orietta Berti                                   | Les vendanges (Una bambola blu)/Tipitipitì                                                     |
| 2060 005           | 1970             | Orietta Berti                                   | Fin ché la barca va/L'ultimo di dicembre                                                       |
| 2060 006           | 1970             | Igor Mann                                       | Le mie ferite/Sarei disposto a lavorare                                                        |
| 2060 010           | 1970             | Irene Papas                                     | La soglia/So cos'è                                                                             |
| 2060 011           | 1970             | African People                                  | Neanderthal Man/Montego Bay                                                                    |
| 2060 012           | 1970             | Bigmen                                          | Vento che va/Vero amore                                                                        |
| 2060 013           | 1970             | Orietta Berti                                   | Ah, l'amore che cos'è/Ma ti penso, sai                                                         |
| 2060 014           | 1970             | Maurizio                                        | Guardami, aiutami, toccami, guariscimi/Prima estate                                            |
| 2060 015           | 1971             | Orietta Berti                                   | L'ora giusta/Te l'ho scritto con le lacrime                                                    |
| 2060 016           | 1971             | Maurizio                                        | Rose blu/Il mare tra le mani                                                                   |
| 2060 017           | 1971             | Orietta Berti                                   | Via dei ciclamini/Di giorno in giorno                                                          |
| 2060 018           | 1970             | African People                                  | On the March/Moovin' On                                                                        |
| 2060 020           | 1971             | Gianna Mescoli                                  | Io e te da soli/Altri                                                                          |
| 2060 023           | 1971             | Franco e Regina                                 | California/Good morning                                                                        |
| 2060 024           | 1971             | Maurizio                                        | L'uomo e la matita/La gloria e l'amore                                                         |
| 2060 025           | 1971             | Orietta Berti                                   | Ritorna amore/Ma ti penso, sai                                                                 |
| 2060 026           | 1971             | I Nuovi Angeli                                  | Uakadi uakadù/Tira e molla                                                                     |
| 2060 027           | 1971             | Smiffy                                          | Sweet city woman/Freedom comes, freedom goes                                                   |
| 2060 028           | 1971             | Orietta Berti                                   | Città verde/Alla fine della strada                                                             |
| 2060 029           | 1972             | I Nuovi Angeli                                  | Un viaggio in Inghilterra/La scatola rosa                                                      |
| 2060 031           | 1972             | Orietta Berti                                   | La vedova bianca/Semplice felicità                                                             |
| 2060 032           | 1972             | I Nuovi Angeli                                  | Singapore/Il mondo di papà                                                                     |
| 2060 033           | 1972             | Orietta Berti                                   | Stasera ti dico di no/Carmen                                                                   |
| 2060 036           | 1972             | Orietta Berti                                   | Ancora un po' con sentimento/Per scommessa                                                     |
| 2060 037           | 1972             | Mauro Pelosi                                    | Vent'anni di galera/Suicidio                                                                   |
| 2060 041           | 1972             | I Nuovi Angeli                                  | Troppo bella (per restare sola)/Un gatto ubriaco                                               |
| 2060 042           | 1972             | Orietta Berti                                   | Come porti i capelli bella bionda/La Marianna/La bella Gigogin/Il cielo è una coperta ricamata |
| 2060 045           | 1972             | Orietta Berti                                   | E lui pescava/L'orizzonte                                                                      |
| 2060 046           | 1972             | I Nuovi Angeli                                  | La povera gente/Un bambino, un gabbiano, un delfino, la pioggia e il mattino                   |
| 2060 050           | 1972             | Latte e Miele                                   | Getzemani/Il re dei Giudei                                                                     |
| 2060 051           | 1973             | Orietta Berti                                   | La ballata del mondo/L'uomo che non c'era                                                      |
| 2060 053           | 1973             | Il Balletto di Bronzo                           | La tua casa comoda/Donna Vittoria                                                              |
| 2060 054           | 1973             | Billy Gray                                      | Can't stop/Writing on the wall                                                                 |
| 2060 055           | 1973             | La tribù di Benadir                             | Kuku-ui Kuku-ue/Hey hey                                                                        |
| 2060 056           | 1973             | Lara Saint Paul                                 | Non preoccuparti/Adesso ricomincerei                                                           |
| 2060 057           | 1973             | Mauro Pelosi                                    | Vent'anni di galera/E dire che a maggio                                                        |
| 2060 058           | 1973             | Pasetti, Besquet e Dallaglio                    | Eri tutto, eri niente, eri la mia mente/Juke box                                               |
| 2060 059           | 1973             | I Nuovi Angeli                                  | Anna da dimenticare/Il cuscino bianco                                                          |
| 2060 062           | 1973             | Orietta Berti                                   | Noi due insieme/Colori sbiaditi                                                                |
| 2060 063           | 1973             | Il Guardiano del Faro                           | Papillon/Argentario                                                                            |
| 2060 065           | 1974             | Tritons                                         | With a girl like you/Rock around the clock                                                     |
| 2060 067           | 1974             | Latte e Miele                                   | Rimani nella mai vita/Patetica                                                                 |
| 2060 068           | 1974             | Orietta Berti                                   | Occhi rossi/Per questo dissi addio                                                             |
| 2060 070           | 1974             | Umberto Balsamo                                 | Bugiardi noi/Conclusioni                                                                       |
| 2060 071           | 1974             | I Nuovi Angeli                                  | Carovana/Trighe contro trighe                                                                  |
| 2060 074           | 1974             | Il Guardiano del Faro                           | Concerto d'amore/Così dolce                                                                    |
| 2060 078           | 1974             | Mai Lai                                         | Timore e tremore/Non confini non barriere                                                      |
| 2060 079           | 1974             | Il Guardiano del Faro                           | Emmanuelle/Viaggio nell'infinito                                                               |
| 2060 081           | 1974             | Orietta Berti                                   | La bella giardiniera tradita nell'amor/Quattro cavai che trottano                              |
| 2060 082           | 1974             | Umberto Balsamo                                 | O prima, o adesso o poi/In un negozio di giocattoli                                            |
| 2060 083           | 1974             | Ibis                                            | Passa il tempo/Noi                                                                             |
| 2060 084           | 1974             | Tritons                                         | Ba ba ba/New York City                                                                         |
| 2060 085           | 1974             | Latte e Miele                                   | Mese di maggio/Tanto amore                                                                     |
| 2060 086           | 1974             | Renato Pareti                                   | Là/Vuoi star con me                                                                            |
| 2060 088           | 1974             | Orietta Berti                                   | Il ritmo della pioggia/L'amoroso                                                               |
| 2060 090           | 1975             | Filipponio                                      | Amore mio, amore mio/Dell'amore cosa vuoi                                                      |
| 2060 092           | 1975             | I Nuovi Angeli                                  | Stanza dei miracoli/Stasera clowns                                                             |
| 2060 093           | 1975             | Orietta Berti                                   | Eppure ti amo/Vita della vita mia                                                              |
| 2060 094           | 1975             | Umberto Balsamo                                 | Natalì/Volente o nolente                                                                       |
| 2060 095           | 1975             | Pueblo                                          | Mariposa/Pasadena                                                                              |
| 2060 099           | 1975             | I Nuovi Angeli                                  | Bella idea/La certezza                                                                         |
| 2060 100           | 1975             | Renato Pareti                                   | Chi sarà/Chi sarà (strumentale)                                                                |
| 2060 102           | 1975             | Mai Lai                                         | Sabbia/Segreto                                                                                 |
| 2060 103           | 1975             | Renato Brioschi                                 | Azzurre chiare nuvole/La tua malizia                                                           |
| 2060 104           | 1975             | Ibis                                            | Dedicated to Janis Joplin/keeo on movin'                                                       |
| 2056 544           | 1976             | Sydne Rome                                      | La fin du film/Dans mon corazon                                                                |
| 2060 105           | 1975             | Tilt                                            | Bingo/Il gioco di Patrizia                                                                     |
| 2060 107           | 1975             | Grimm                                           | Be My Baby/C'è qualcuno che mi aspetta                                                         |
| 2060 108           | 1975             | Walter Foini                                    | In via dei giardini/Entrando nel tuo mondo                                                     |
| 2060 110           | 1976             | Pueblo                                          | Song girl/Rio Hondo                                                                            |
| 2060 112           | 1976             | Umberto Balsamo                                 | Se/Pace                                                                                        |
| 2060 115           | 1976             | Orietta Berti                                   | Omar/Sulla tua mano                                                                            |
| 2060 119           | 1976             | Chrisma                                         | Amore/Sweet baby Sue                                                                           |
| 2060 120           | 1976             | I Nuovi Angeli                                  | Mamma luna/Teresa la vispa                                                                     |
| 2060 124           | 1976             | Walter Foini                                    | Pazza e incosciente/Rita no                                                                    |
| 2060 125           | 1976             | Amanda Lear                                     | Tomorrow/The Lady In Black                                                                     |
| 2060 127           | 1976             | Orietta Berti                                   | Il canto del sudore/Oggi mi sposo                                                              |
| 2060 128           | 1976             | Renato Sabbioni                                 | Mi diceva/Dona                                                                                 |
| 2060 129           | 1976             | Mauro Pelosi                                    | Una lecca lecca d'oro/L'investimento                                                           |
| 2060 130           | 1976             | Grimm                                           | Piccola/Reginella                                                                              |
| 2060 131           | 1976             | Angelo Branduardi                               | Il dono del cervo/Alla fiera dell'est                                                          |
| 2060 132           | 1976             | Castor & Pollux                                 | Aimez vous le cafe?/Colonel Boogie                                                             |
| 2060 133           | 1976             | Amanda Lear                                     | Blood And Honey / She's Got The Devil In Her Eyes                                              |
| 2060 134           | 1977             | Mersia                                          | Forse/Spaventapasseri                                                                          |
| 2060 135           | 1977             | I Panda                                         | Voglia di morire/Tardi                                                                         |
| 2060 136           | 1977             | Chrisma                                         | U (Part I)/U (Part II)                                                                         |
| 2060 137           | 1977             | Orietta Berti                                   | La nostalgia/Il bel tempo                                                                      |
| 2060 138           | 1977             | Pueblo                                          | Long knife Jackson/Cheyenne woman                                                              |
| 2060 139           | 1977             | Walter Foini                                    | Compro tutto/Viaggio                                                                           |
| 2060 140           | 1977             | Renato Brioschi                                 | Un tocco di magia/Risveglio                                                                    |
| 2060 141           | 1977             | Umberto Balsamo                                 | L'angelo azzurro/Malgrado tutto                                                                |
| 2060 142           | 1977             | Mai Lai                                         | Amarsi soli/Dance little lady dance                                                            |
| 2060 143           | 1977             | Grimm                                           | Come on/Angela                                                                                 |
| 2060 148           | 1977             | Locanda delle fate                              | Non chiudere a chiave le stelle/Sogno di Estunno                                               |
| 2060 150           | 1977             | Amanda Lear                                     | Queen Of Chinatown/Alphabet                                                                    |
| 2060 151           | 1977             | Angelo Branduardi                               | La pulce d'acqua/Il poeta di corte                                                             |
| 2060 152           | 1978             | Angelo Branduardi                               | Il marinaio/Ballo in fa diesis minore                                                          |
| 2060 153           | 1978             | I Panda                                         | Notturno/Dimenticare                                                                           |
| 2060 162           | 1978             | Walter Foini                                    | Una donna...una storia/Cosa dire di noi due                                                    |
| 2060 169           | 1978             | Locanda delle fate                              | New York/Nove lune                                                                             |
| 2060 174           | 1978             | Orietta Berti                                   | Donna come mai/Quelli erano i giorni                                                           |
| 2060 182           | 1978             | Nada                                            | Pasticcio universale/Anche se fosse                                                            |
| 2060 183           | 1978             | Bruno Laurenti                                  | Voglio voglio e non vorrei/Lei lei                                                             |
| 2060 187           | 1979             | I Panda                                         | Teneramente/La maga                                                                            |
| 2060 193           | 1978             | Maria Carta                                     | No potho reposare/Ballada ogliastrina/Muttettu                                                 |
| 2060 195           | 1979             | Chrisma                                         | Gott Gott Elektron/Vetra Platz                                                                 |
| 2060 198           | 1979             | Giants                                          | Backdoor man/Do you?                                                                           |
| 2060 203           | 3 giugno 1979    | Umberto Balsamo                                 | Balla/Donna                                                                                    |
| 2060 205           | 1979             | Walter Foini                                    | Bella d'agosto/Stupido                                                                         |
| 2060 206           | 1979             | Freddy The Flying Dutchman And The Sistina Band | Wojtyla Disco Dance (parte prima)/Wojtyla Disco Dance (parte seconda)                          |
| 2060 207           | 1979             | Angelo Branduardi                               | Cogli la prima mela/Se tu sei cielo                                                            |
| 2060 208           | 1979             | Chrisma                                         | Aurora B/Hibernated nazi                                                                       |
| 2060 209           | 1979             | Angelo Branduardi                               | Il signore di Baux/La strega                                                                   |
| 2060 214           | dicembre 1979    | Andy Surdi                                      | Gunfire/Mystery Woman                                                                          |
| 2060 215           | 11 dicembre 1979 | Angelo Branduardi                               | Merry We Will Be/Lady                                                                          |
| 2060 218           | 1980             | Enzo Malepasso                                  | Ti voglio bene/Considerando Che...                                                             |
| 2060 220           | 28 febbraio 1980 | Angelo Branduardi                               | Gulliver/Per creare i suoi occhi                                                               |
| 2060 223           | 1980             | Laura D'Angelo                                  | Sono fatta/Una storia d'altri tempi                                                            |
| 2060 224           | 1980             | Umberto Balsamo                                 | Il giorno/Celestina                                                                            |
| 2060 225           | 1980             | Krisma                                          | Many Kisses/Rien Ne Va Plus                                                                    |
| 2060 231           | 1980             | Everest                                         | Hey città/Park Hotel                                                                           |
| 2060 233           | 1980             | Andy Surdi                                      | Stick On Me/Speaking With My Drum                                                              |
| 2060 235           | 1980             | Krisma                                          | Cathode Mama/Rrock                                                                             |
| 2060 236           | 1980             | Ledi                                            | Emilie/Tilt Robot                                                                              |
| 2060 237           | 1981             | Giants                                          | Rosko (Big city)/Let the people say                                                            |
| 2060 240           | 1981             | Enzo Malepasso                                  | Amore mio/Senso vietato                                                                        |
| 2060 248           | 1981             | Jo Squillo Eletrix                              | Skizzo Skizzo/Energia interna                                                                  |
| 2060 255           | 1982             | Barbara Boncompagni                             | Colpo di fulmine/Cuore matto                                                                   |
| 2060 257           | 1982             | Nada                                            | Ti stringerò/Sei matto                                                                         |
| 2060 259           | 1982             | Angelo Branduardi                               | Musica/L'amico                                                                                 |
| 2060 268           | 1982             | Jo Squillo Eletrix                              | Africa/Muoversi                                                                                |
| 2060 272           | 1983             | James Senese                                    | Malafemmena/Marcus silos                                                                       |

#### Catalogazione 8 (1983-1991)
| Numero di catalogo | Data | Interprete                       | Titoli                                             |
| ------------------ | ---- | -------------------------------- | -------------------------------------------------- |
| 810 580-7          | 1983 | Giorgio Zito                     | Chi la fa l'aspetti/Non so se tu ci stai           |
| 810 828-7          | 1983 | Alida Chelli                     | Nun ce pensà/Quanno arriva na cert'ora             |
| 813 484-7          | 1983 | Mino Di Martino                  | Domani/Giallo tropicale                            |
| 813 726-1          | 1983 | Fighters / Pino Presti           | Dancing Nights (part 1/part 2) - 12"               |
| 813 726-7          | 1983 | Fighters / Pino Presti           | Dancing Nights/And I Love Her                      |
| 813 728-7          | 1983 | Jo Squillo                       | Avventurieri/Voodoo                                |
| 815 750-7          | 1983 | Heather Parisi                   | Ceralacca/Raghjayda                                |
| 874 860-7          | 1988 | Miguel Gallardo                  | Baila gitana/Muneca                                |
| 881 155-7          | 1984 | Jo Squillo                       | I Love Muchacha/Bizarre                            |
| 881 420-7          | 1984 | Heather Parisi                   | Crilù/No words                                     |
| 881 924-7          | 1985 | Heather Parisi e Angels Program  | Crilù in Bangkok/Morning in Tokyo                  |
| 883 179-7          | 1985 | Jo Squillo                       | Roulette/My Love Has No Time                       |
| 883 286-7          | 1985 | Alba (Parietti)                  | Only music survives                                |
| 883 538-7          | 1985 | Lorella Cuccarini                | Sugar Sugar/La rete d'oro                          |
| 883 811-7          | 1986 | Lanfranco Carnacina              | ...e camminiamo/Anni                               |
| 883 952-7          | 1986 | Heather Parisi                   | Teleblù/Video lips                                 |
| 885 388-7          | 1983 | Angelo Branduardi                | Vanità di vanità/Tema di Leonetta                  |
| 885 401-7          | 1986 | Zucchero Fornaciari e Gino Paoli | Come il sole all'improvviso/Una ragione per vivere |
| 885 604-7          | 1987 | Syusy Blady                      | Ninna nanna yeeeeh!/Tocca toccami                  |
| 885 708-7          | 1987 | Laura Landi                      | Liquida/Ogni storia comincia così                  |
| 885 841-7          | 1987 | Enrico Cifiello                  | Un bacio alla mia età/You go back, you go home     |
| 887 180-7          | 1987 | Heather Parisi                   | Dolceamaro/All'ultimo respiro                      |
| 887 390-7          | 1988 | Gianni Bella                     | Due cuori rossi di vergogna/Playback               |
| 887 390-7          | 1988 | Gianni Bella                     | Due cuori rossi di vergogna/Playback               |
| 889 347-7          | 1989 | Giampiero Artegiani              | A Paula Cooper/Il colle degli eucalipti            |
| 871 436-7          | 1989 | Lorella Cuccarini                | La notte vola                                      |
| 871 572-7          | 1989 | Heather Parisi                   | Faccia a faccia/Feelings Come and Go               |
| 873 192-7          | 1989 | Heather Parisi                   | Livido/Livido (instrumental version)               |
| 875 476-7          | 1990 | Jo Squillo                       | Whole lotta love/My love                           |
| 866 194-7          | 1991 | Heather Parisi                   | Pinocchio/Se te ne vai                             |
| 866 626-7          | 1991 | Jo Squillo                       | Me gusta il movimento                              |
| 868 116-7          | 1991 | Sabrina e Jo Squillo             | Siamo donne                                        |